# Louis-Camille Maillard
Louis Camille Maillard (4 de fevereiro de 1878 - 12 de maio de 1936) foi um médico e químico francês
Ficou conhecido por ter sido o primeiro a descrever e explicar de maneira detalhada a reação que leva o seu nome, reação de Maillard